# Lusta-völgyi-barlang
A Lusta-völgyi-barlang Magyarország megkülönböztetetten védett barlangjai között van. A Bükki Nemzeti Parkban lévő Miskolcon található.

## Leírás
Miskolc külterületén, a Nagy-fennsíknak a keleti részén, a Lusta-völgy torkolatához közel, egy sziklás hegyoldalban, a hegytetőhöz közel, erdőben, a Kis-kút-lápa völgyfőjében, egy kis bemetsződésnek a végén van a két, természetes jellegű, szabálytalan, szögletes alakú bejárata. Az alsó bejárat 5,5 méter széles és 5,3 méter magas. A felső bejárat 2,2 méter széles és egy méter magas. Az alsó bejáratnak a tengelyiránya emelkedő, a felső bejáratnak a tengelyiránya függőleges.
A barlang felső triász, szürke, pados mészkőben, több irányú törések találkozásánál keletkezett. A Felsőtárkányi Mészkő Formációnak a Hollóstetői Tagozatában alakult ki. A normál karsztvízszint alatti oldódás és valószínűleg a kifolyó karsztvíz hozta létre, majd a hidrológiailag inaktív barlang átalakításában a kifagyásos kőzetaprózódás játszott szerepet. A barlang hasadékjellegű és befelé fokozatosan emelkedik. Egy régebbi, nagyobb barlang maradványa, tehát rombarlang. Kürtő, akna, gömbüst, félcső, hullámkagyló, ujjbegykarr, kannelúra, hieroglifa, állócseppkő, cseppkőbekérgezés, montmilch, kristályos borsókő és típusos, azaz gömbös borsókő figyelhető meg benne. A barlang vízszintes kiterjedése 10 m, térfogata pedig 150 m³. Denevérek is előfordulnak a barlangban. Engedéllyel és a barlang nagyobbik része barlangjáró alapfelszereléssel járható.
1976-ban volt először Lusta-völgyi-barlangnak nevezve a barlang az irodalmában. Előfordul a barlang az irodalmában Lustavölgyi barlang (Schőnviszky 1937), Szinva-forrás feletti Rom-barlang (Regős 2003), Várkapu-barlang (Hevesi 1986) és Zsivány II.barlang (Regős 2003) neveken is. Regős Józsefnek a Lusta-völgyi-barlangról szóló állapotfelvételi kézirata szerint lehet, hogy a Kiskút-lápai-barlang is azonos a Lusta-völgyi-barlanggal. Azt nem tudni, hogy a Lusta-gerinci-barlang (Lénárt 1977) és a Lustai-barlang (Lénárt 1977) azonosak e a Lusta-völgyi-barlanggal.

## Kutatástörténet
Az 1937. évi Turisták Lapja tanulmánya szerint a Lustavölgyi barlangnak a nevén kívül többi adatai nem ismertek. Az 1975. évi MKBT Beszámolóban publikált, a MEAFC Marcel Loubens Barlangkutató Szakcsoport 1975. évi tevékenységéről szóló jelentésben az olvasható, hogy a Szinva-forrás feletti kis rombarlang még mészkőben van. Az 1976-ban megjelent, Bertalan Károly és Schőnviszky László által összeállított Magyar barlangtani bibliográfia barlangnévmutatójában szerepel a Bükk hegységben lévő barlang Lusta-völgyi-barlang néven. A barlangnévmutatóban meg van említve 1 irodalmi mű, amely foglalkozik a barlanggal.
Az 1976-ban befejezett, Magyarország barlangleltára című kéziratban az olvasható, hogy a Lusta-völgyi-barlang a Bükk hegységben, Bükkszentkereszten található. További adatok nem állnak rendelkezésre a barlangról. A kézirat barlangra vonatkozó része 1 publikáció alapján íródott. Az 1977-ben napvilágot látott, A „Zsombolyosok”-tól a Marcel Loubens Csoportig című kiadványban meg van említve egy Lustai-barlang és egy Lusta-gerinci-barlang, amelyek közül lehet, hogy az egyik a Lusta-völgyi-barlang.
Az 1977-ben kiadott, Bükk útikalauz című könyvben az olvasható, hogy a Lusta-völgyben, a Lusta-völgyi-zsombolyon kívül még több kis barlang, üreg van nyilvántartva. Kárpát József 1982-ben felmérte a barlangot, majd a felmérés adatainak felhasználásával megszerkesztette a barlang alaprajz térképét és hosszmetszet térképét. Az 1984-ben megjelent, Magyarország barlangjai című könyv országos barlanglistájában szerepel a Bükk hegységben lévő barlang Lusta-völgyi-barlang néven. A Bükk hegység barlangjai között Kiskút-lápai-barlang néven feltüntetett barlang valószínűleg nem másik barlang, hanem a Lusta-völgyi-barlang. A listához kapcsolódóan látható az Aggteleki-karszt és a Bükk hegység barlangjainak földrajzi elhelyezkedését bemutató 1:500 000-es méretarányú térképen a két barlang földrajzi elhelyezkedése.
Az 1986-ban publikált, Hevesi Attila által írt tanulmány szerint a Felső-forrási-barlang és a végéből a felszínre nyíló kürtőcsoport annak az átjárórendszernek a maradványa, amelyen keresztül a Forrás-völgybe jutott a Kaszás-völgy vize a Kaszás-réti-visszafolyó kialakulása előtt. Ezzel a járatrendszerrel összehasonlítva valószínűleg a Kis-kút-lápa egyik forráságának a völgyfőjében lévő, tévesen Lusta-völgyi-barlangnak nevezett, az alakja miatt Hevesi Attila által Várkapu-barlangnak keresztelt, hatalmas hegykapu hasonló, aránylag rövid karsztvíz átjáró. A barlang bejárata előtt néhány méterre, a völgy mélybe fejeződésének szakaszos hátrálása miatt keletkezett víznyelőtöbör-sornak legfiatalabb, utolsó tagja mélyül a völgytalpba. A tanulmányhoz mellékelve lettek az 1982-ben készült barlangtérképek.
A 2002-ben napvilágot látott, Hevesi Attila által írt könyvfejezetben az olvasható, hogy a Kis-kút-lápa délnyugati völgyfőjében, egy víznyelőszerű mélyedés felett van nagy, hét méter magas és öt méter széles bejárata. Egy különös helyzetű és alakú, csak 11 méter hosszú, de végig tág barlang. Van egy felszínre nyíló négy méteres kéménye és két hasonló méretű, függőleges vak kürtőben végződik. A barlang egy nagy forrásbarlang alsó szakaszából maradhatott meg és patakjának mélybe fejeződési helye végül egészen a barlang bejáratáig hátrált.
Regős József azt írta a 2001. június 26-án készült, majd 2003. november 30-án javított, Farkas-kői-sziklaüregről szóló állapotfelvételi kéziratban, hogy a Farkas-kői-sziklaüreg jelenleg azt a fejlődési állapotot mutatja, amelyen például a Lusta-völgyi-barlang is keresztülment. A Lusta-völgyi-barlang 2001. augusztus 26-án írt, majd 2003. november 30-án javított állapotfelvételi kéziratában az olvasható, hogy a részletesen felmért Lusta-völgyi-barlang 18 m hosszú. A barlang a felmérés alapján és becslés alapján 13 m magas és 13 m függőleges kiterjedésű. Regős József elképzelhetőnek tartja, hogy az üreg régen víznyelő volt. Ritkán van látogatva a barlang. A barlang térképei kissé elnagyoltak és nem készültek keresztszelvények. Az engedély nélkül megtekinthető üregrendszer részletesebb felmérését javasolta.
A Bükki Nemzeti Park Igazgatóság működési területén, a Bükk hegységben elhelyezkedő és 5372/72 kataszteri számú Lusta-völgyi-barlang, 2006. február 28-tól, a környezetvédelmi és vízügyi miniszter 8/2006. KvVM utasítása szerint, megkülönböztetett védelmet igénylő barlang. A Bükki Nemzeti Park Igazgatóság működési területén lévő és 5372-72 kataszteri számú Lusta-völgyi-barlang, 2012. február 25-től, a vidékfejlesztési miniszter 4/2012. (II. 24.) VM utasítása szerint, megkülönböztetetten védett barlang.